# APAR

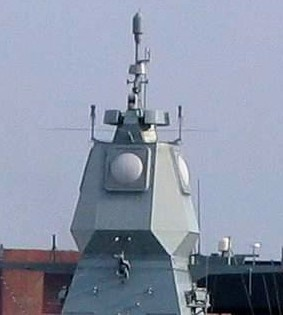
네덜란드가 개발한 APAR 레이더 (1)

APAR는 네덜란드의 해상 레이더의 일종이다. 전자주사식 위상 배열 레이더로, 150km의 거리를 탐지하는 비선회형 3차원 대공 레이더다. 구축함에 탑재되어 공중 목표물을 감시하는 레이더다. ESSM, 스탠더드 미사일 등의 동시교전 작전 능력을 갖추고 있다.

### 레이다 성능
- 탐지거리: 150 km
- 동시추적 표적: 200개
- 모듈 소자: 3,424 개
- 주파수: X 밴드
- 제조국:  네덜란드

### 레이다 탐지거리
- 공중 목표물: 150 km 안의 200개 목표물 동시추적
- 표면 목표물: 32 km 안의 150개 목표물 동시추적
- 수평선: 최대 75 km 이상의 거리를 탐지 가능.

## 사용국
- 네덜란드 - 드 제벤 프로빈센급

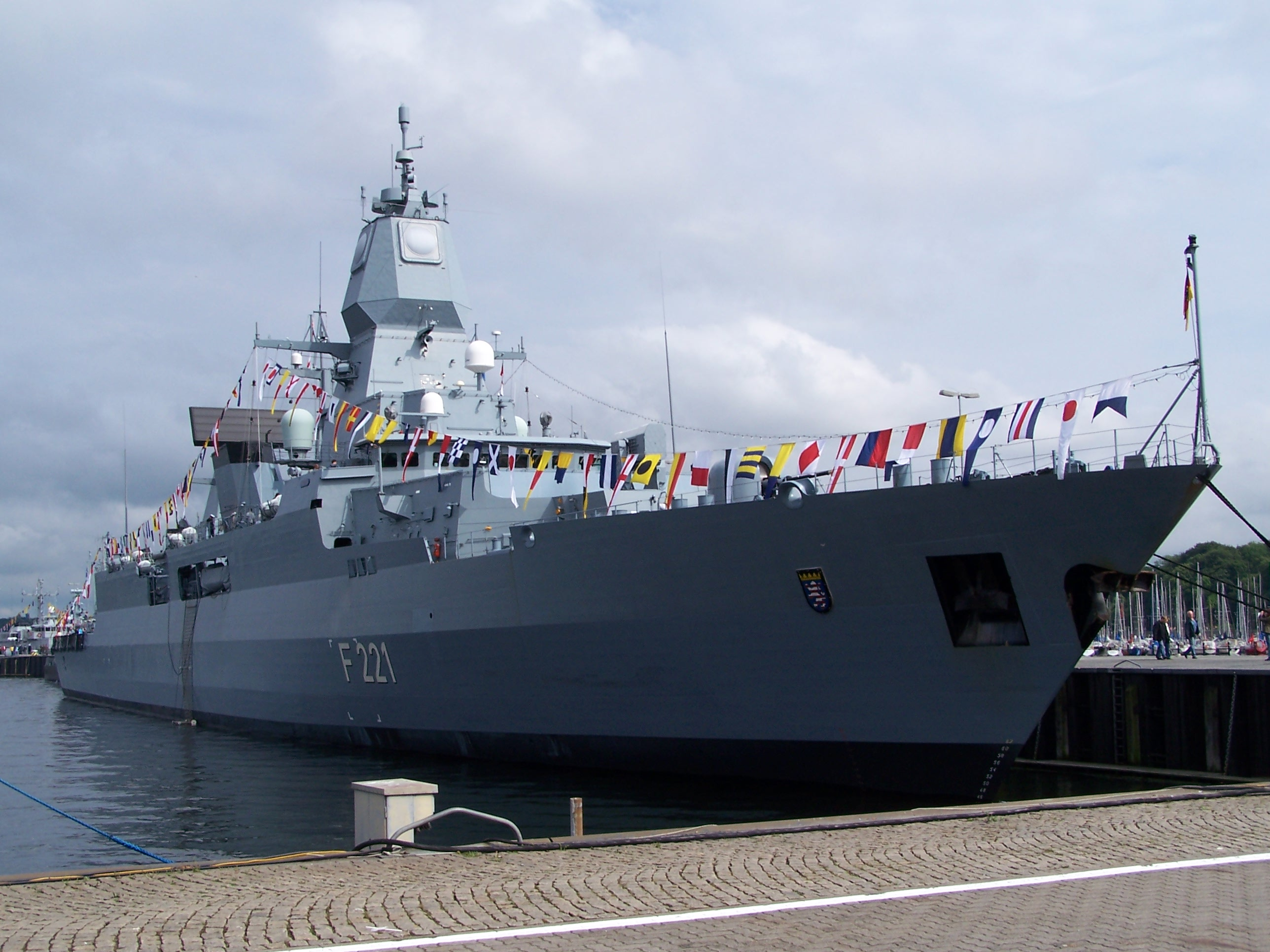
네덜란드의 구축함 역시 APAR 레이다를 탑재하고 있다.

- 독일 - 작센급 프리깃

## 같이 보기
- OPS-24
- AN/SPY-1
- SMART-L
- SAMPSON